# Karol Majkowski

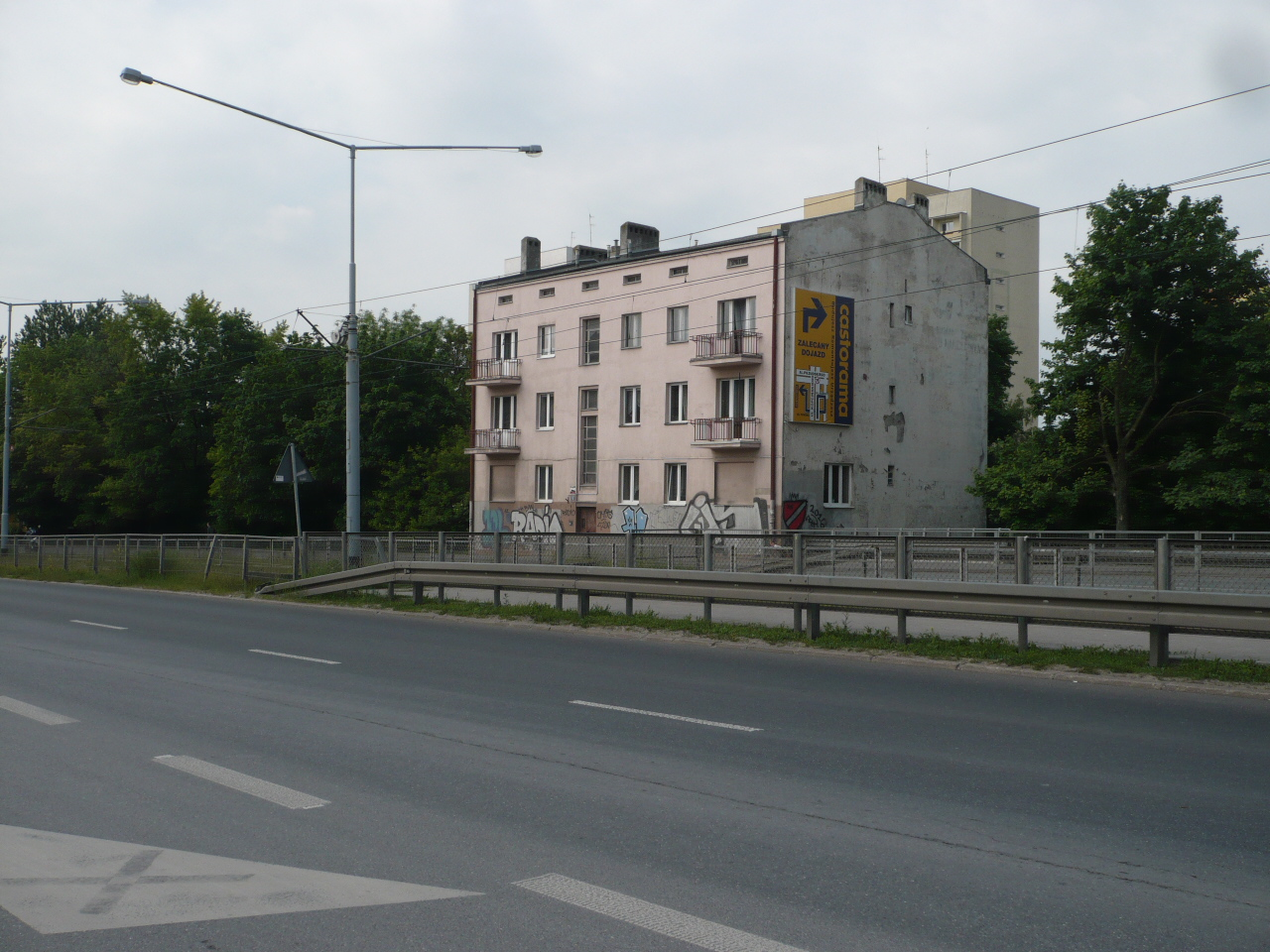
Dom przy ul. Kopcińskiego 57 w Łodzi, w którym mieszkali Majkowscy.

Karol Majkowski (ur. 14 czerwca 1913 w Łodzi, zm. 17 października 1980) – polski działacz komunistyczny, dyrektor przedsiębiorstw łódzkich w okresie PRLu, wieloletni radny Rady Narodowej miasta Łodzi, mąż Michaliny Tatarkówny-Majkowskiej.

## Życiorys
W okresie międzywojennym ukończył naukę w Państwowym Liceum Handlowym, następnie przez rok studiował na Wyższej Szkole Ekonomicznej oraz Studium Organizacji i Administracji Przedsiębiorstw przy SGH. Następnie był pracownikiem biurowym w Wydawnictwie Grafika w Łodzi, księgowym w Przedstawicielstwie firmy Fanal – Warszawa i robotnikiem w Zakładach Bawełnianych Józefa Richtera w Łodzi. W latach 1935–1937 służył w 4. Pułku Lotniczym w Toruniu, podczas służby osiągając stopień plutonowego. W latach 1937–1939 pracował na poczcie w Łodzi.
Po wybuchu II wojny światowej był bezrobotny, w 1940 został księgowym w fabryce wód gazowych. W lipcu 1940 został wywieziony na roboty przymusowe do kopalni Grube Marga w Gartenstadt Marga, z których uciekł w 1941. Po powrocie został schwytany w Pabianicach, następnie więziony w więzieniu na Radogoszczu, a później także w Poznaniu, Wrocławiu, Chociebużu i Senftenbergu, a następnie ponownie wysłany na roboty przymusowe. W kwietniu 1945 doczekał wyzwolenia przez Armię Czerwoną i powrócił do Łodzi.
Od 1945 pracował na stanowisku intendenta w łódzkim oddziale NIK, następnie jako księgowy w Związku Elektrowni Międzymiastowych Przemysłowych Okręgu Łódzkiego. W latach 1946–1949 pracował Państwowych Zakładach Przemysłu Bawełnianego nr 16, 14, 11 i 22, osiągając stanowisko dyrektora handlowego. W latach 1949–1950 był kierownikiem działu bawełny w Centrali Importowej Przemysłu Włókienniczego „Textilimport” w Łodzi. W latach 1950–1952 był kierownikiem Wydziału Handlu Komitetu Łódzkiego PZPR. W 1952 został dyrektorem handlowym Centrali Eksportowo-Importowej Przemysłu Włókienniczego „CeTeBe”, a w 1953 szefem produkcji filmów animowanych w łódzkiej Wytwórni Filmów Fabularnych. W 1955 został p.o. naczelnego dyrektora Centralnego Zarządu Handlu Artykułami Fotograficznymi i Precyzyjno-Optycznymi w Łodzi. Przez lata zasiadał na stanowiskach, będących w gestii nomenklatury partyjnej. W latach 60. XX ukończył studia na Uniwersytecie Łódzkim.
Od 1945 był członkiem PPR, a następnie PZPR. Był protokolantem Komitetu Dzielnicowego PPR, szybko awansując na lokalnego działacza społeczno-politycznego. Był wieloletnim radnym Rady Narodowej miasta Łodzi w latach 1951–1957 oraz 1961 – 1965. Majkowski był również wiceprezesem Aeroklubu Łódzkiego.

## Życie prywatne
Majkowski był synem robotnika – Romana Majkowskiego i robotnicy – Anny z domu Kotowskiej, mężem Michaliny Tatarkówny-Majkowskiej. Majkowski początkowo mieszkał do ślubu w 1946 z rodzicami przy ul. Słowiańskiej 27 w Łodzi. Małżeństwo mieszkało przy pl. Zwycięstwa 14, a w późniejszym okresie przy ul. dr. S. Kopcińskiego 57 w Łodzi.
Majkowski został pochowany na cmentarzu komunalnym Zarzew w Łodzi (Kwatera: VII, Rząd: 1, Grób: 1).

## Odznaczenia
- Medal 10-lecia Polski Ludowej (1955),
- Złoty Krzyż Zasługi (1959) za osiągnięcia w handlu[1].